# アレクセイ・ポピリン
アレクセイ・ポピリン（英語: Alexei Popyrin, 英語発音: /əˈlɛksi ˈpɒpɪrɪn/; 1999年8月5日 - ）は、オーストラリア・シドニー出身の男子プロテニス選手。身長196cm。右利き。バックハンド・ストロークは両手打ち。ATPツアーではシングルス3勝、ダブルス1勝を挙げている。ATPランキング自己最高位はシングルス21位、ダブルス129位。

## 選手経歴

### ジュニア時代
1999年8月5日、ロシア人の両親のもとに、オーストラリアのシドニーに生まれた。4歳の時に、シドニー郊外のニューサウスウェールズ州ホーンズビーにあるキム・ウォーウィックテニスアカデミーでテニスを始めた。2008年には全豪オープン男子シングルス3回戦のレイトン・ヒューイット対マルコス・バグダティス戦を見学している。
8歳の時には父親の仕事の関係でアラブ首長国連邦のドバイに転居し、ドバイで2年間を過ごした。その後はスペインのアリカンテに転居し、アリカンテでは近所にアレックス・デ・ミノーも住んでいた。その後はフランスのニースに住んでいたこともあったが、やがてスペインのマルベーリャに落ち着いた。2011年にはオーストラリアのU-12グラスコート選手権シングルスで優勝し、U-12クレーコート選手権ダブルスでも優勝。同年にはヨーロッパのU-12ツアーに参加し、スイスとイタリアの計3大会で優勝を果たした。

### 2017年 プロ転向
全豪オープンジュニア男子ダブルスで優勝した。全豪オープンに続いて4大会連続で優勝し、計22連勝を達成した。この中には2017年全仏オープンジュニア男子シングルスも含まれている。ジュニア男子シングルスの世界ランキングで2位となり、ポピリンはプロツアーへの参戦を決意した。2017年7月にはポーランドのムロンゴヴォで開催されたフューチャーズ大会で、ITFが主催するプロ大会で初優勝を果たした。これにより初めて世界ランキング1000位以内に食い込み、世界ランキング622位で2017年を終えた。

### 2018年 チャレンジャー初優勝
1月のシドニー国際では予選でニコラ・マユとフェデリコ・デルボニスを下し、初のATPツアー本戦に出場するも、ジョン・ミルマンに初戦敗退。全豪オープンにはワイルドカードで出場し、4大大会に初出場したが、ティム・スマイチェックに初戦敗退。19歳だった2018年2月にはデビスカップ初参戦し、オーストラリア代表としてボスニア・ヘルツェゴビナ代表と対戦した。8月の中国国際チャレンジャー済南では予選を突破して本戦に出場した。本戦決勝ではジェームズ・ウォードに勝利し、ATPチャレンジャーツアーで初優勝した。8月末には世界ランキングがトップ200に入り。10月のストックホルム・オープンでは予選を突破して本戦に出場したが、ジョン・ミルマンに初戦敗退。翌週のスイス・インドアでは、予選でブノワ・ペールとマッケンジー・マクドナルドに勝利して本戦出場を決めた。本戦1回戦ではマシュー・エブデンに勝利し、ATPツアーでの初勝利を挙げた。年間最終ランキングは147位。

### 2019年 トップ100入り
ブリスベン国際とシドニー国際にはワイルドカードで出場したが、両大会とも1回戦で敗れた。全豪オープンにもワイルドカードで出場し、1回戦ではミーシャ・ズベレフに7-5, 7-6(7), 6-4のストレートで勝利、4大大会での初勝利を飾った。2回戦では第7シードのドミニク・ティエムに7-5, 6-4, 2-0(不戦勝)で勝利したが、3回戦で第28シードのリュカ・プイユに6-7(3), 3-6, 7-6(10), 6-4, 3-6のフルセットの末に敗れた。

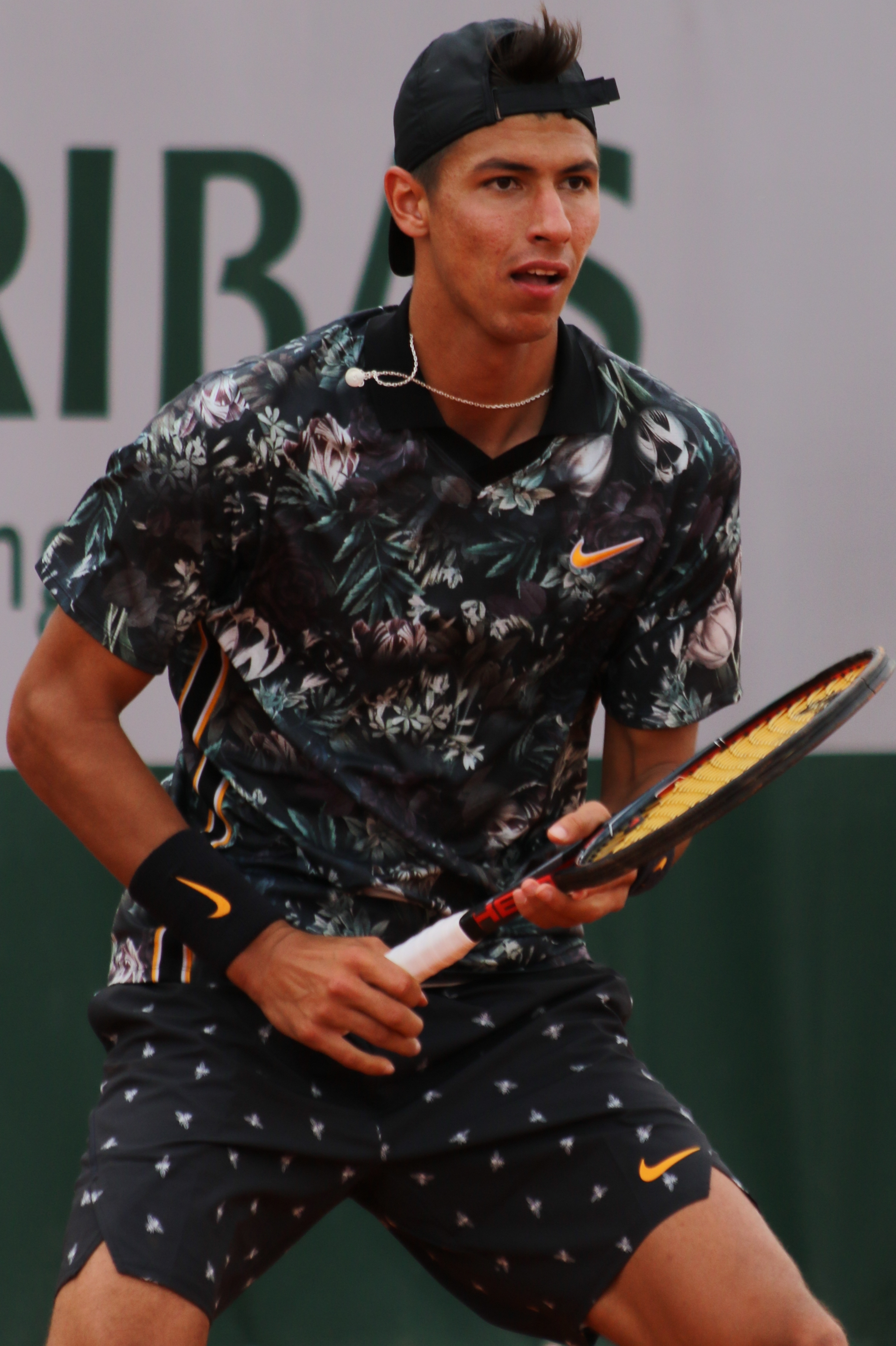
2019年全仏オープンでのアレクセイ・ポピリン

全仏オープンではワイルドカードにより、本戦初出場。1回戦ではウゴ・アンベールを3-6, 6-3, 7-6(10), 6-3で下して2大会連続4大大会初戦突破を飾った。2回戦では第31シードのラスロ・ジェレに4-6, 6-7(4), 4-6のストレートで敗れたが、大会後の6月24日の世界ランキングで99位となり、初のトップ100入りを果たした。
ウィンブルドン選手権では予選を通過し、本戦1回戦でパブロ・カレーニョ・ブスタを7-6(5), 7-5, 6-2のストレートで破り、大会初勝利を挙げた。2回戦では第11シードのダニール・メドベージェフに7-6(6), 1-6, 4-6, 4-6で敗れた。同月のアトランタ・オープンでは本戦ストレートイン。順当にベスト8進出をして、準々決勝でキャメロン・ノリーに5-7, 4-6のストレートで敗退するも、全米オープンでは3回戦まで駒を進め、3回戦では第24シードのマッテオ・ベレッティーニに4-6, 4-6, 7-6(3), 6-7(2)で敗れたが、今季は4大大会において初戦突破を果たす飛躍した一年となり、年間最終ランキングは97位。

### 2020年 グランドスラム3回戦進出
全豪オープンでは2年連続3回戦進出するも、第4シードのダニール・メドベージェフに4-6, 3-6, 2-6のストレートで敗退。全仏オープンではロイド・ハリスに4-6, 4-6, 6-7(7)のストレートで初戦敗退。年間最終ランキングは113位。

### 2021年 ツアー初優勝
全豪オープンでは1回戦で第13シードのダビド・ゴファンを3-6, 6-4, 6-7(4), 7-6(6), 6-3のフルセットで下して、2回戦ではロイド・ハリスを2-6, 6-1, 3-6, 7-6(5), 3-6のフルセットの末に敗れた。2月のシンガポール・オープンに出場し、準決勝でマリン・チリッチを下して、決勝でアレクサンダー・ブブリクを4-6, 6-0, 6-2の逆転で破り、ツアー初優勝を果たし、キャリア最高ランキング82位を更新した。

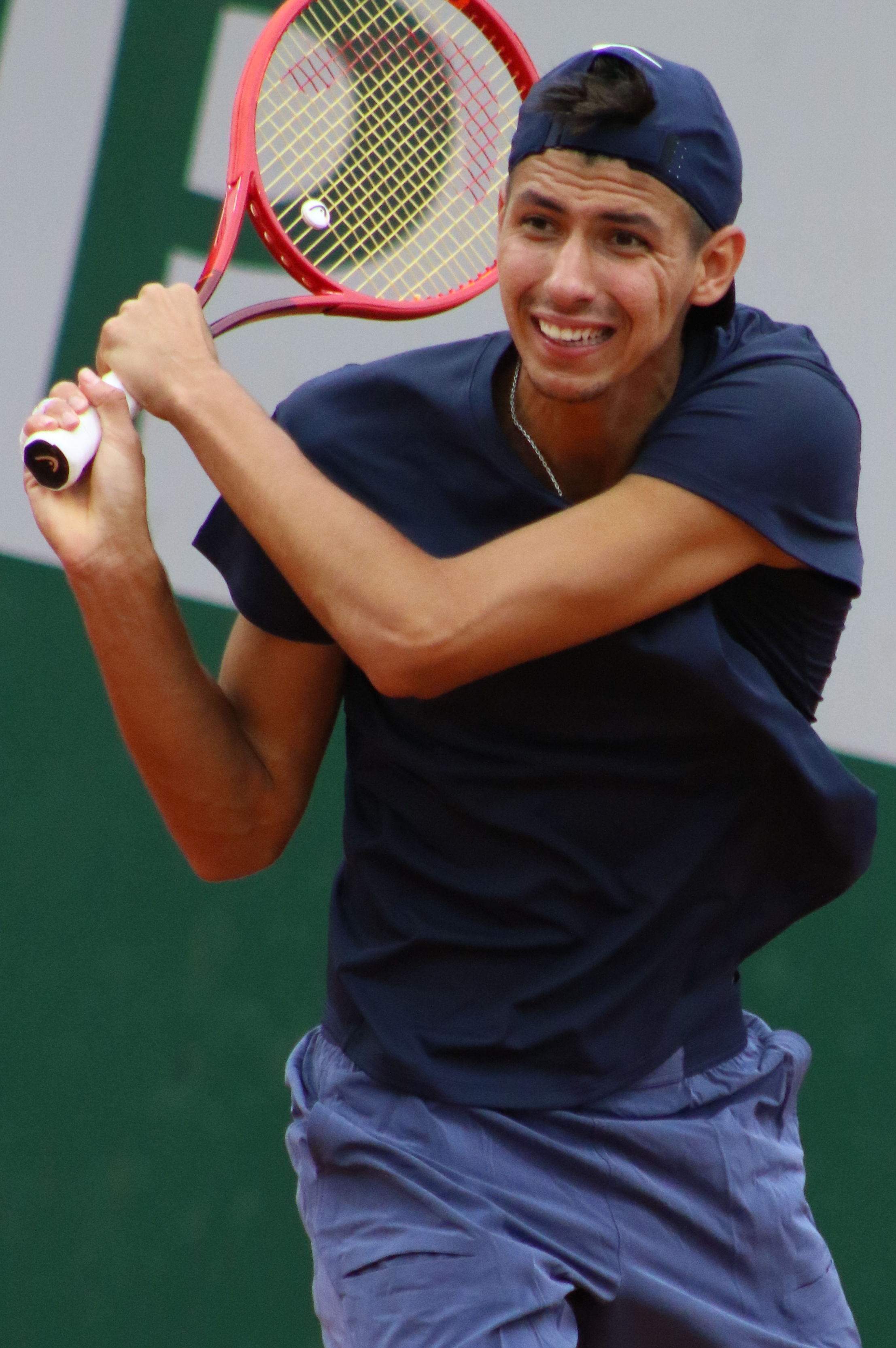
2021年全仏オープンでのアレクセイ・ポピリン

全仏オープンでは1回戦で第3シードのラファエル・ナダルに3-6, 2-6, 6-7(3)のストレートで初戦敗退。ウィンブルドン選手権では錦織圭に4-6, 4-6, 4-6のストレートで初戦敗退。全米オープンでは1回戦でラドゥ・アルボットを6-3, 6-7(3), 6-3, 6-3、2回戦では第15シードのグリゴール・ディミトロフを7-6(4), 7-6(4), 4-0の時点で途中棄権したことで不戦勝となり、大会初の3回戦進出をする。3回戦では第24シードのダニエル・エバンスを6-4, 6-3, 3-6, 4-6, 6-7(1)のフルセットの末に敗れた。パリ・マスターズでは1回戦で同胞のアレックス・デミノーを6-0, 6-3、2回戦でステファノス・チチパスを不戦勝で下して初の3回戦進出。3回戦では同胞のジェームズ・ダックワースに敗退。年間最終ランキングは61位。

### 2022年 チャレンジャー2勝目
1月、メルボルン・サマー・セットでは2回戦でタロン・フリークスポールに3-6, 6-4, 3-6で敗れた。続くシドニー国際ではペドロ・マルティネスに4-6, 4-6のストレートで初戦敗退。全豪オープンではアーサー・リンダークネッシュに5-7, 6-4, 2-6, 6-3, 3-6のフルセットの末に初戦敗退。2月、南フランス・オープン、ABNアムロ・オープン、オープン13の3大会連続で初戦敗退を喫したが、同月末、ドバイ・テニス選手権では予選2試合を突破して、ニコロズ・バシラシビリを6-2, 6-3のストレートで破り、初戦突破。3月、BNPパリバ・オープンではトマーシュ・マハーチに3-6, 5-7のストレートで初戦敗退。マイアミ・オープンではロレンツォ・ムゼッティを破り、初戦突破するも、2回戦でマリン・チリッチに0-6, 3-6のストレートで敗れた。

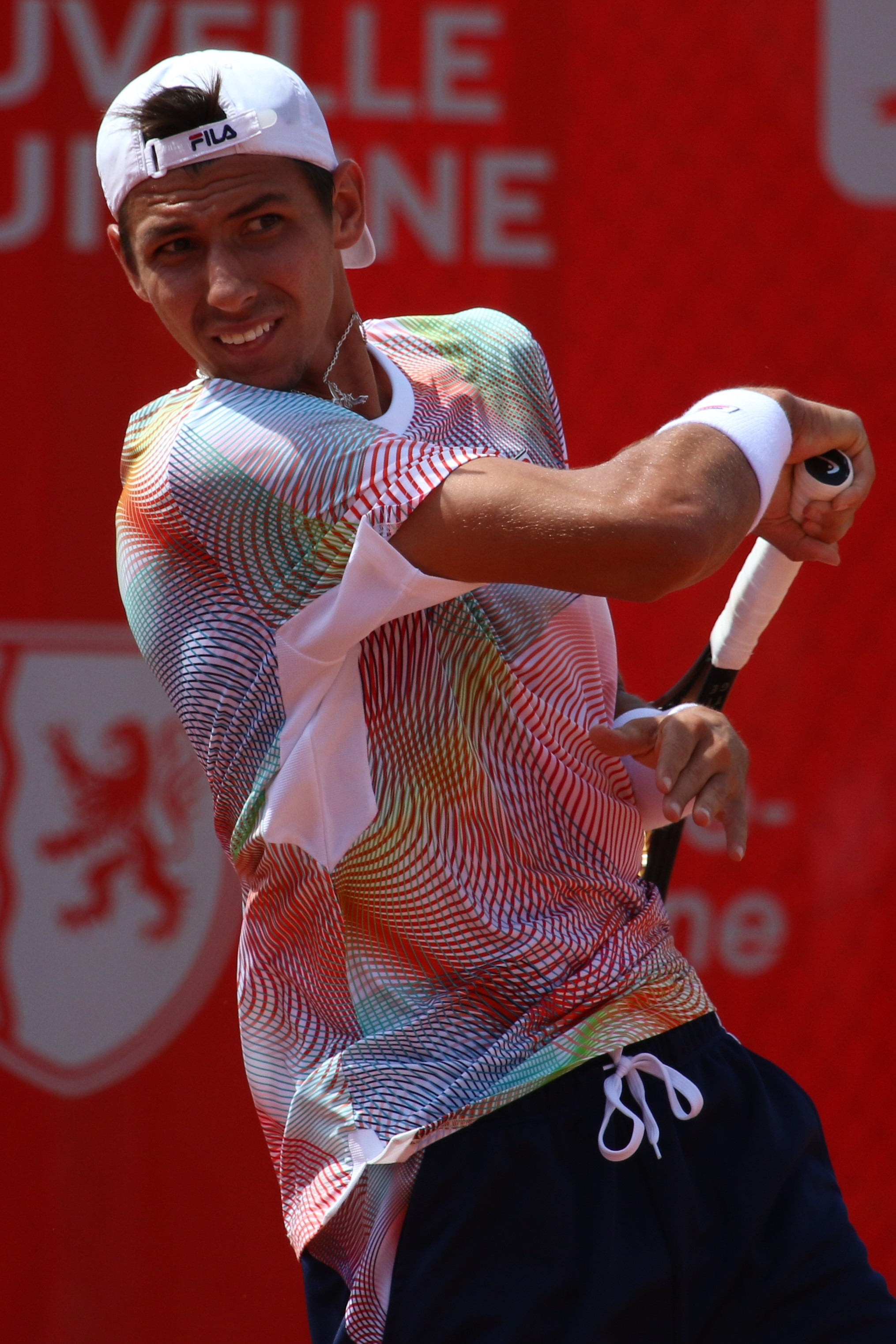
2022年ボルドー・チャレンジャーでのアレクセイ・ポピリン

5月、BNPパリバ・プリムローズ・ボルドーでは決勝で第6シードのクエンティン・ハリスに2-6, 7-6(5), 7-6(4)の逆転で勝利し、ATPチャレンジャーツアー2勝目を挙げた。全仏オープンではファビオ・フォニーニに4-6, 5-7, 4-6のストレートで初戦敗退。ウィンブルドン選手権ではユーゴ・ガストンに2-6, 6-4, 6-0, 6-7(3), 3-6のフルセットで初戦敗退。全米オープンでは1回戦で曾俊欣を6-3, 7-6(5), 7-6(3)のストレートで破り、今季初のグランドスラム初戦突破を果たす。2回戦では第14シードのディエゴ・シュワルツマンに6-7(3), 5-7, 6-7(6)にストレートで敗れた。年間最終ランキングは121位。

### 2023年 ツアー2勝目 デビス杯準優勝 トップ50入り
1月、シーズン開幕戦でアデレード国際1に出場。初戦で第2シードのフェリックス・オジェ＝アリアシムを6-4, 7-6(5)のストレートで下す。2回戦でもマルコス・ギロンを4-6, 6-4, 6-3で下し、ベスト8に進出。準々決勝では西岡良仁に6-7(4), 7-6(8), 2-6で敗退。全豪オープンにも出場し、1回戦で曾俊欣に4-6, 7-6(5), 6-7(5), 7-6(4), 6-1のフルセットの末に勝利。2回戦では第9シードのテイラー・フリッツにも6-7(4), 7-6(2), 6-4, 6-7(6), 6-2のフルセットの末に勝利し、自身4回目となる対トップ10選手に勝利し、3回戦進出。3回戦ではベン・シェルトンに3-6, 6-7(4), 4-6のストレートで敗退。
2月、マナーマ・チャレンジャーではベスト8進出。準々決勝ではタナシ・コキナキスに敗れた。ドバイ・テニス選手権ではパーヴェル・コトフに敗退。
3月、BNPパリバ・オープンでは予選を通過して、1回戦でジャン・ジジェンを6-4, 5-7, 6-1で下す。2回戦ではホベルト・ホルカシュに3-6, 3-6のストレートで敗れた。マイアミ・オープンでは2回戦でボーティック・ファン・デ・ザンスフルプに敗れた。
4月、モンテカルロ・マスターズでは予選を突破し、初戦を突破。2回戦ではニコラス・ジャリーに6-3, 5-7, 4-6で敗れた。マドリード・オープンではクエンティン・ハリーズに4-6, 6-4, 6-4で敗れた。
5月、イタリアン国際では予選を勝ち抜き、1回戦でクリストファー・オコネルに6-2, 7-6(5)のストレートで破り、2回戦ではフェリックス・オジェ＝アリアシムに6-4, 4-6, 7-5のフルセットの末に勝利して、自身5度目の対トップ10選手に勝利。3回戦ではロマン・サフィウリンに7-5, 7-5のストレートで下すも、4回戦ではホルガ・ルーネに4-6, 7-5, 4-6のフルセットの末に敗退するも、マスターズ初の4回戦進出を更新した。全仏オープンでは1回戦でアスラン・カラツェフに3-6, 7-6(4), 1-6, 2-6で初戦敗退。
6月、ロスマーレン・グラスコート選手権では2回戦でタロン・フリークスポールに3-6, 2-6で敗れた。クイーンズ・クラブ選手権では予選を突破するも、ジョーダン・トンプソンに4-6, 4-6のストレートで初戦敗退。
7月、ウィンブルドン選手権では1回戦でドミニク・シュトリッカー6-3, 3-6, 2-6, 6-4, 5-7のフルセットの末に敗退。クロアチア・オープンでは準決勝ではマッテオ・アルナルディに6-7(2), 7-5, 6-3のフルセットで勝利し、決勝進出。決勝ではスタン・ワウリンカに6-7(5), 6-3, 6-4のフルセットの末に勝利し、ツアー2勝目を挙げ、キャリア最高57位を更新。
8月、ウエスタン・アンド・サザン・オープンではベスト8進出。準々決勝ではホベルト・ホルカシュに1-6, 6-7(8)のストレートで敗退が、トップ40入りを果たした。全米オープンでは1回戦でシュトリッカーに3-6, 4-6, 6-3, 3-6で敗れた。

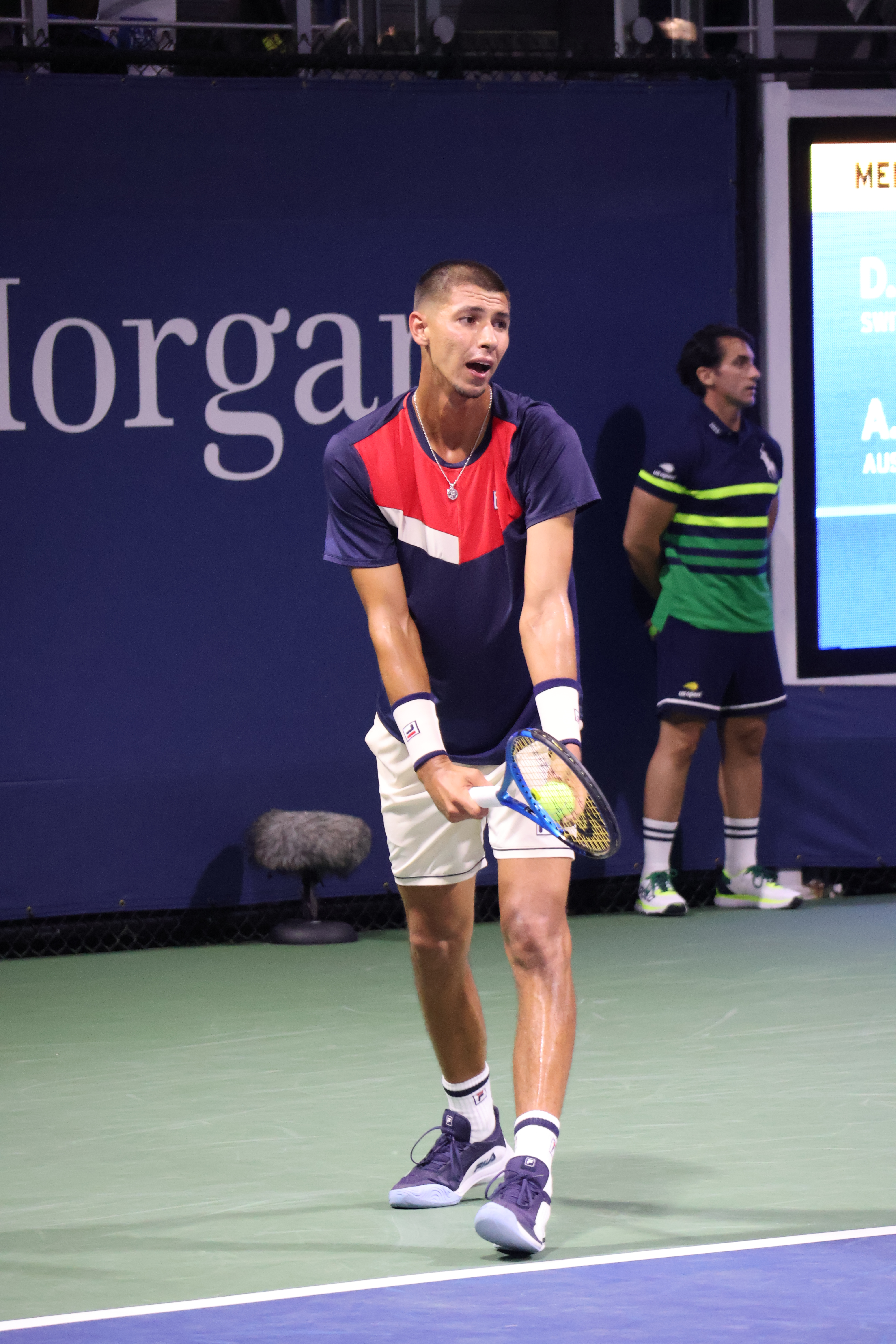
2023年全米オープンでのアレクセイ・ポピリン

9月、アスタナ・オープンではセバスチャン・コーダに6-7(5), 7-6(4), 4-6で初戦敗退。
10月、上海マスターズでは前述のアルナルディに6-4, 3-6, 4-6で初戦敗退。ジャパン・オープンではベスト8進出。準々決勝では望月慎太郎に5-7, 6-2, 5-7で敗退。パリ・マスターズでは前述のジャリーに5-7, 6-7(6)で初戦敗退。
11月、デビスカップ2023ではデビスカップオーストラリア代表として参戦し、フィンランド戦でシングルス勝利し、決勝進出に貢献。決勝ではデビスカップイタリア代表に敗れ、準優勝となった。年間最終ランキングは40位。

### 2024年 マスターズ初優勝 トップ25入り
1月、全豪オープンでは2回戦で第1シードのノバク・ジョコビッチに3-6, 6-4, 6-7(4), 3-6で敗れた。
2月、カタール・エクソンモービル・オープンでは準々決勝でアレクサンダー・ブブリクを6-4, 6-4のストレートで下して、ベスト4進出。準決勝では今大会を制するカレン・ハチャノフに6-7(12), 2-6のストレートで敗退。
3月、マイアミ・オープンでは2回戦でイジー・レヘチカを6-4, 6-4のストレートで下すも、3回戦でファービアーン・マロジャーンに5-7, 3-6のストレートで敗れた。
4月、モンテカルロ・マスターズでは2回戦で昨年度優勝者であるアンドレイ・ルブレフを6-4, 6-4のストレートで破り、クレーでトップ10選手を初めて下した。3回戦では同胞のアレックス・デミノーに3-6, 4-6のストレートで敗れた。
5月、全仏オープンでは同胞のタナシ・コキナキスに6-4, 6-7(8), 3-6, 7-5, 3-6のフルセットの末に初戦敗退。
6月、ロスマーレン・グラスコート選手権では2回戦でトミー・ポールに7-5, 4-6, 3-6の逆転で敗れた。クイーンズ・クラブ選手権では予選2試合を突破するも、アンディ・マレーに3-6, 6-3, 3-6で初戦敗退となった。
7月、ウィンブルドン選手権では3回戦で第2シードのジョコビッチに6-4, 3-6, 4-6, 6-7(3)で敗れた。2024年パリオリンピックのテニス競技ではオーストラリア代表として初出場となった。シングルスでは1回戦でチリ代表ニコラス・ジャリーを6-3, 7-6(5)、2回戦ではスイス代表スタン・ワウリンカを6-4, 7-5のストレートでそれぞれ下して、3回戦進出を果たした。3回戦ではドイツ代表アレクサンダー・ズベレフに5-7, 3-6のストレートで敗れた。ダブルスではデミノーと組んで出場するも、初戦敗退となった。
8月、世界ランキング62位で挑んだナショナル・バンク・オープンでは今大会初の本戦出場となり、1回戦でトマーシュ・マハーチを6-3, 6-4のストレートで破り、2回戦で第11シードのベン・シェルトンを6-4, 7-6(4)、第7シードのグリゴール・ディミトロフを3つのマッチポイントを凌いで4-6, 7-6(5), 6-3で下してベスト8進出。準々決勝で第4シードのホベルト・ホルカシュを3-6, 7-6(5), 7-5、準決勝ではセバスチャン・コルダを7-6(0), 6-3のストレートでシード勢を破り、ATPマスターズ1000初の決勝進出。決勝では第5シードのアンドレイ・ルブレフを6-2, 6-4のストレートで破り、初のマスターズ1000タイトルを獲得した。その結果、シングルス世界ランキングでトップ25位に入り、自己最高23位を更新した。全米オープンでは第28シードとして出場する。1回戦では權順宇を7-5, 6-2, 6-3、2回戦ではペドロ・マルティネスを6-2, 6-4, 6-0のストレートで下した。そして3回戦では第2シード及びディフェンディングチャンピオンであるジョコビッチを6-4, 6-4, 2-6, 6-4で破る大金星を挙げ、グランドスラム初の4回戦進出を果たした(全豪オープン、ウィンブルドン選手権でもジョコビッチに敗れていたが、今回の勝利でリベンジを果たした)。
9月、ジャパン・オープンではトマーシュ・マハーチに3-6, 7-6(5), 5-7で初戦敗退。
10月、上海マスターズでは3回戦でディミトロフに6-7(5), 2-6のストレートで敗退。エルステ・バンク・オープンではヤクプ・メンシークに6-7(3), 2-6のストレートで初戦敗退。パリ・マスターズでは2回戦でダニール・メドベージェフを6-4, 2-6, 7-6(4)で破り、2021年ぶりとなる2度目の3回戦進出を果たした。3回戦ではカレン・ハチャノフに6-7(5), 4-6のストレートで敗退。年間最終ランキングは24位。

### 2025年 ツアー通算100勝
1月、全豪オープンでは第25シードとして出場するも、コランタン・ムーテに6-4, 3-6, 4-6, 4-6の逆転で初戦敗退となった。3月、ドバイ・テニス選手権ではユキ・バンブリと組んだダブルスで初戦で第1、決勝で2シードを下してダブルスツアー初優勝を挙げた。4月、モンテカルロ・マスターズでは3回戦でキャスパー・ルードを6-4, 2-6, 7-5で下して、初のベスト8進出。準々決勝ではアレハンドロ・ダビドビッチ・フォキナに3-6, 2-6のストレートで敗退。5月、ジュネーブ・オープンではニコラス・ジャリーを6-4, 3-6, 7-5で下し、初戦突破をするとともにツアー通算100勝を果たした。全仏オープンでは1回戦で西岡良仁が7-5, 6-4, 1-2の時点で途中棄権したことで初戦突破。2回戦ではアレハンドロ・タビロを7-5, 6-3, 6-4のストレートで破り、初の3回戦進出となった。

## ATPツアー決勝進出結果

### シングルス: 3回 (3勝0敗)
| 大会グレード                    |
| グランドスラム (0–0)            |
| ATPファイナルズ (0–0)           |
| ATPツアー・マスターズ1000 (1–0) |
| ATPツアー500 (0–0)              |
| ATPツアー250 (2–0)              |

| 結果 | No. | 決勝日        | 大会           | サーフェス    | 対戦相手                 | スコア             |
| ---- | --- | ------------- | -------------- | ------------- | ------------------------ | ------------------ |
| 優勝 | 1.  | 2021年2月28日 | シンガポール   | ハード (室内) | アレクサンダー・ブブリク | 4-6, 6-0, 6-2      |
| 優勝 | 2.  | 2023年7月30日 | ウマグ         | クレー        | スタン・ワウリンカ       | 6-7(5-7), 6-3, 6-4 |
| 優勝 | 3.  | 2024年8月12日 | モントリオール | ハード        | アンドレイ・ルブレフ     | 6-2, 6-4           |

### ダブルス: 1回 (1勝0敗)
| 大会グレード                    |
| グランドスラム (0–0)            |
| ATPファイナルズ (0–0)           |
| ATPツアー・マスターズ1000 (0–0) |
| ATPツアー500 (1–0)              |
| ATPツアー250 (0–0)              |

| 結果 | No. | 決勝日       | 大会   | サーフェス | パートナー     | 対戦相手                                | スコア                  |
| ---- | --- | ------------ | ------ | ---------- | -------------- | --------------------------------------- | ----------------------- |
| 優勝 | 1.  | 2025年3月1日 | ドバイ | ハード     | ユキ・バンブリ | ハリ・ヘリオヴァーラ ヘンリー・パッテン | 3-6, 7-6(14-12), [10-8] |

## 成績
略語の説明
| W | F | SF | QF | #R | RR | Q# | LQ | A | Z# | PO | G | S | B | NMS | P | NH |

W=優勝, F=準優勝, SF=ベスト4, QF=ベスト8, #R=#回戦敗退, RR=ラウンドロビン敗退, Q#=予選#回戦敗退, LQ=予選敗退, A=大会不参加, Z#=デビスカップ/BJKカップ地域ゾーン, PO=デビスカップ/BJKカッププレーオフ, G=オリンピック金メダル, S=オリンピック銀メダル, B=オリンピック銅メダル, NMS=マスターズシリーズから降格, P=開催延期, NH=開催なし.
| 大会           | 2018 | 2019 | 2020 | 2021 | 2022 | 2023 | 2024 | 2025 | 通算成績 |
| -------------- | ---- | ---- | ---- | ---- | ---- | ---- | ---- | ---- | -------- |
| 全豪オープン   | 1R   | 3R   | 3R   | 2R   | 1R   | 3R   | 2R   | 1R   | 8–8      |
| 全仏オープン   | A    | 2R   | 1R   | 1R   | 1R   | 1R   | 1R   | 4R   | 4–7      |
| ウィンブルドン | A    | 2R   | NH   | 1R   | 1R   | 1R   | 3R   | 1R   | 3–6      |
| 全米オープン   | A    | 3R   | A    | 3R   | 2R   | 1R   | 4R   |      | 8–5      |

### 大会最高成績
| 大会                 | 成績 | 年         |
| -------------------- | ---- | ---------- |
| ATPファイナルズ      | A    | 出場なし   |
| インディアンウェルズ | 3R   | 2025       |
| マイアミ             | 3R   | 2021, 2024 |
| モンテカルロ         | QF   | 2025       |
| マドリード           | 3R   | 2021       |
| ローマ               | 4R   | 2023       |
| カナダ               | W    | 2024       |
| シンシナティ         | QF   | 2023       |
| 上海                 | 3R   | 2024       |
| パリ                 | 3R   | 2021, 2024 |
| オリンピック         | 3R   | 2024       |
| デビスカップ         | F    | 2023       |